# Kushk-e Kuhna (distrikt)
Kushk-e Kuhna är ett distrikt i Afghanistan. Det ligger i provinsen Herat, i den nordvästra delen av landet, 600 kilometer väster om huvudstaden Kabul. Administrativ huvudort är Kushk-e Kuhna.
Distriktet beräknades år 2022 ha cirka 54 000 invånare.